# Альберт Квіксолл
Альберт Квіксолл (англ. Albert Quixall, 9 серпня 1933, Шеффілд — 12 листопада 2020) — англійський футболіст, що грав на позиції півзахисника.
Виступав, зокрема, за клуби «Шеффілд Венсдей» та «Манчестер Юнайтед», а також національну збірну Англії.

## Клубна кар'єра
У дорослому футболі дебютував 1950 року виступами за команду клубу «Шеффілд Венсдей», в якій провів вісім сезонів, взявши участь у 241 матчі чемпіонату. Більшість часу, проведеного у складі «Шеффілд Венсдей», був основним гравцем команди.
Своєю грою за цю команду привернув увагу представників тренерського штабу клубу «Манчестер Юнайтед», до складу якого приєднався 1958 року. Відіграв за команду з Манчестера наступні шість сезонів своєї ігрової кар'єри. Граючи у складі «Манчестер Юнайтед» також здебільшого виходив на поле в основному складі команди.
Протягом 1964—1966 років захищав кольори команди клубу «Олдем Атлетик».
Завершив професійну ігрову кар'єру у клубі «Стокпорт Каунті», за команду якого виступав протягом 1966—1967 років.

## Виступи за збірну
У 1954 році дебютував в офіційних матчах у складі національної збірної Англії. Протягом кар'єри у національній команді, яка тривала усього 2 роки, провів у формі головної команди країни 5 матчів.
У складі збірної був учасником чемпіонату світу 1954 року у Швейцарії.

## Титули і досягнення
- Володар Кубка Англії (1):

«Манчестер Юнайтед»: 1962-63